# Wrong Planet
Wrong Planet (parfois nommé d'après son URL, wrongplanet.net) est une communauté en ligne de personnes autistes, notamment avec syndrome d'Asperger. Ce site a ouvert en 2004 à l'initiative de Dan Grover et d'Alex Plank. il se compose d'une salle de chat, d'un forum, d'une section pour les rencontres et d'articles descriptif pour aider dans la vie quotidienne. Le pied de page du site web indique que l'ensemble est géré par Alex Plank. Le site indique (en mai 2014) avoir rassemblé plus de 80 000 membres enregistrés depuis sa création.
En 2010, Wrong Planet a créé une émission télévisée sur l'autisme intitulée Autism Talk TV. L'émission est animée par Alex Plank et Jack Robison, le fils de l'auteur John Elder Robison. Certains reprochent au fondateur de Wrong Planet d'avoir trahi l'objectif de la communauté concernant l'acceptation de l'autisme en acceptant de l'argent provenant de Autism Speaks.